# Vaujany
Vaujany és un municipi francès situat al departament de la Isèra i a la regió d'Alvèrnia-Roine-Alps. L'any 2007 tenia 311 habitants.

## Demografia

### Població
El 2007 la població de fet de Vaujany era de 311 persones. Hi havia 132 famílies de les quals 44 eren unipersonals (16 homes vivint sols i 28 dones vivint soles), 32 parelles sense fills, 44 parelles amb fills i 12 famílies monoparentals amb fills.
La població ha evolucionat segons el següent gràfic:
Habitants censats

### Habitatges
El 2007 hi havia 574 habitatges, 138 eren l'habitatge principal de la família, 418 eren segones residències i 18 estaven desocupats. 183 eren cases i 389 eren apartaments. Dels 138 habitatges principals, 75 estaven ocupats pels seus propietaris, 54 estaven llogats i ocupats pels llogaters i 9 estaven cedits a títol gratuït; 7 tenien una cambra, 8 en tenien dues, 45 en tenien tres, 36 en tenien quatre i 42 en tenien cinc o més. 70 habitatges disposaven pel capbaix d'una plaça de pàrquing. A 69 habitatges hi havia un automòbil i a 49 n'hi havia dos o més.

### Piràmide de població
La piràmide de població per edats i sexe el 2009 era:
| Homes | Edats   | Dones |
| ----- | ------- | ----- |
| 0     | 95 o +  | 0     |
| 0     | 90 a 94 | 8     |
| 4     | 85 a 89 | 0     |
| 0     | 80 a 84 | 0     |
| 8     | 75 a 79 | 16    |
| 8     | 70 a 74 | 4     |
| 8     | 65 a 69 | 8     |
| 0     | 60 a 64 | 4     |
| 4     | 55 a 59 | 8     |
| 12    | 50 a 54 | 4     |
| 16    | 45 a 49 | 0     |
| 16    | 40 a 44 | 4     |
| 8     | 35 a 39 | 20    |
| 20    | 30 a 34 | 20    |
| 8     | 25 a 29 | 12    |
| 12    | 20 a 24 | 8     |
| 4     | 15 a 19 | 0     |
| 4     | 10 a 14 | 8     |
| 16    | 5 a 9   | 12    |
| 8     | 0 a 4   | 4     |

## Economia
El 2007 la població en edat de treballar era de 192 persones, 153 eren actives i 39 eren inactives. De les 153 persones actives 145 estaven ocupades (76 homes i 69 dones) i 8 estaven aturades (3 homes i 5 dones). De les 39 persones inactives 17 estaven jubilades, 10 estaven estudiant i 12 estaven classificades com a «altres inactius».

### Ingressos
El 2009 a Vaujany hi havia 146 unitats fiscals que integraven 320 persones, la mediana anual d'ingressos fiscals per persona era de 17.941,5 €.

### Activitats econòmiques
Dels 93 establiments que hi havia el 2007, 1 era d'una empresa alimentària, 2 d'empreses de construcció, 8 d'empreses de comerç i reparació d'automòbils, 32 d'empreses d'hostatgeria i restauració, 6 d'empreses immobiliàries, 3 d'empreses de serveis, 39 d'entitats de l'administració pública i 2 d'empreses classificades com a «altres activitats de serveis».
Dels 15 establiments de servei als particulars que hi havia el 2009, 1 era un guixaire pintor, 1 lampisteria, 12 restaurants i 1 agència immobiliària.
Dels 6 establiments comercials que hi havia el 2009, 1 era una fleca, 1 una llibreria i 4 botigues de material esportiu.
L'any 2000 a Vaujany hi havia 6 explotacions agrícoles.

## Poblacions més properes
El següent diagrama mostra les poblacions més properes.